# 粉饰灰泥

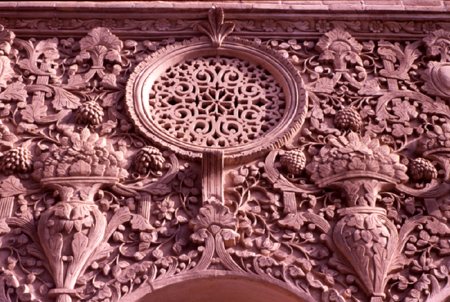
伊朗卡尚布鲁杰迪宅邸上的灰泥装饰

粉饰灰泥是一种装修涂料，由骨料、粘结剂和水制成。该涂料於湿润时刷到墙上，乾了后会变得非常坚硬。该涂料人們通常用在墙壁、天花板、雕塑等處，作美化装饰之用，也可以用来覆盖住金属、混凝土、土坯、磚等不甚美观的地方。
传统的Stucco易开裂，存在耐候性不佳、色彩单一，造型受限等缺点。现代建筑在材料应用上, 与传统建筑装饰运用Stucco的塑性特点造型的手法不同, 粉饰灰泥本身肌理的装饰效果得以彰显。伴随添加剂的发展，使得它又成为一种能够发挥设计师灵感的建筑立面饰材。 
在英语中，“灰泥”有时是指建筑物外部的涂层，“石膏”有时是指室内涂层。但是，如下所述，材料本身通常几乎没有差异。其他欧洲语言，尤其是意大利语，没有相同的区别：灰泥在意大利语中是石膏的意思，两者兼而有之。 

## 拓展阅读
- Grimmer, Anne Grimmer. . Technical Preservation Services, Heritage Preservation Services Division, National Park Service.   [2017-06-18]. （原始内容存档于2012-10-21）.
- Ling, Roger (Editor). . Aldershot: Ashgate. 1999.
- Wadsworth, Emily. . Memoirs of the American Academy in Rome. 1924, (4): 9–102.

1. ↑  . Dezeen. 2024-11-04  [2024-11-12] （英语）.